# The yellow jersey - Leths second unit optagelser
|  | Denne artikel er oprettet af botten PalnaBot ud fra en ekstern database. Den kan derfor have sproglige fejl eller mangler. Denne skabelon kan fjernes efter kontrol af indholdet. |

The yellow jersey - Leths second unit optagelser er en film instrueret af Jesper Ravn.

## Handling
Under Tour de France i 1986 instruerede Jørgen Leth de såkaldte second unit-optagelser til Hollywoodfilmen The Yellow Jersey. Sammen med et fransk filmhold kunne Leth følge rytterne med hidtil usete tekniske muligheder - blandt andet helikopter, en ombygget bil og et kamera monteret på en cykel. På grund af vanskeligheder med at få filmen finansieret blev The Yellow Jersey aldrig færdiggjort. Siden har Jørgen Leth forgæves forsøgt at få frigivet optagelserne til en dokumentarfilm. I 2007 fik han besked fra USA om, at optagelserne definitivt var forsvundet.